# Jangal
Jangal (persiska: جنگل) är en ort i Iran.   Den ligger i provinsen Khorasan, i den nordöstra delen av landet, 700 km öster om huvudstaden Teheran. Jangal ligger 901 meter över havet och antalet invånare är 6 232.
Terrängen runt Jangal är platt. Runt Jangal är det ganska glesbefolkat, med 25 invånare per kvadratkilometer. Jangal är det största samhället i trakten. Trakten runt Jangal är ofruktbar med lite eller ingen växtlighet.